# Пина
Пина (блр. Піна; рус. Пина) белоруска је река и лева притока реке Припјат (део сливног подручја реке Дњепар). Тече преко Пинског рејона Брестске области.
Истиче из Припјатске мочваре код села Переруб у Иванавском рејону и улива се у реку Припјат код града Пинска.
Укупна дужина водотока је 40 km, површина сливног подручја 2.460 km², а просечан проток у зони ушћа је око 8,6 m³/s. Ширина речног корита је између 35 и 45 метара.
Река Пина је саставни део каналског пловног пута Дњепар-Буг којим су повезане обале Црног и Балтичког мора, а само корито Пине је претрпело велике измене услед радова на рекоснтрукцији тог канала. Канал пресеца горњи део њеног корита, услед чега је један део корита Пине узводно од канала претворен у мртваје. За време изразито ниског водостаја у горњим деловима тока (углавном у летњим месецима) честа долази до обртања тока реке Пине и враћања воде из Припјата у ову реку.
Од 1922. на овој реци се спроводе опсежна хидролошка испитивања.
Најважнији град који лежи на њеним обалама је Пинск у којем је саграђена и мања речна лука.